# Protaetia dianae
Protaetia dianae — вид жуків з родини пластинчастовусих (Scarabaeidae). Описаний у 2021 році. Поширений на півночі В'єтнаму.